# گلاگات
گلاگات (به انگلیسی: Golaghat) یک منطقهٔ مسکونی در هند است که در Golaghat district واقع شده‌است. گلاگات ۷٫۳۲ کیلومتر مربع مساحت و ۶۰٬۷۸۲ نفر جمعیت دارد و ۹۵ متر بالاتر از سطح دریا واقع شده‌است.